# 김가영 (배우)
김가영(1980년 11월 20일~)은 대한민국의 배우이다.

## 학력
- 2003년 ~ 2006년 서울예술대학교 연극과

## 출연

### 방송

#### 드라마
- 2014년 tvN 《미생》
- 2020년 SBS 《낭만닥터 김사부 2》 - 수진과 승찬의 어머니 역
- 2020년 KBS2 《한 번 다녀왔습니다》 - 임진주 (꽈배기) 역
- 2020년 SBS 《브람스를 좋아하세요?》 - 한국예술중학교 교사 역
- 2021년 tvN 《드라마 스테이지 - 덕구 이즈 백》 - 천춘희 역
- 2021년 Netflix 《무브 투 헤븐: 나는 유품정리사입니다》 - 강은정의 어머니 역
- 2022년 SBS 《왜 오수재인가?》 - 의사 역
- 2022년 ENA 《이상한 변호사 우영우》
- 2022년 MBC 《일당백집사》 - 석철의 아내 역
- 2023년 KBS2 《혼례대첩》 - 삼월어미 역
- 2024년 SBS 《굿파트너》 - 가사 조사관 역

### 영화
- 1999년 《눈물 웅덩이》 - 나쁜 아이들 역
- 2008년 《똥파리》 - 구경꾼 역
- 2010년 《작은 연못》 - 꾸리 동생, 수야 역
- 2010년 《소와 함께 여행하는 법》 - 문인들 역
- 2013년 《누나》 - 간호사 3 역
- 2013년 《깡철이》 - 버스 승객들 역
- 2013년 《변호인》 - 피해 가족 5 역
- 2014년 《카트》 - 계산원 17 역
- 2015년 《피크닉》 - 은지 역
- 2015년 《굿나잇 미스터 리》
- 2016년 《할머니와 돼지머리》 - 정씨 역
- 2018년 《수혈》 - 수간호사 역
- 2019년 《니나 내나》 - 영양사 역
- 2019년 《호흡》 - 찬숙 역
- 2019년 《우리 지금 만나》 - 송 간호사 역
- 2021년 《열아홉》 - 반장 아주머니 역
- 2021년 《보이스》 - 보이스 3 역
- 2022년 《파로호》 - 다방사장 역

### 공연

#### 연극
- 2006년 《세일즈맨의 죽음》
- 2009년 《보고싶습니다》 - 경자 역
- 2010년 《생쥐와 인간》 - 영심 역
- 2011년 《사랑한다면 이들처럼》 - 멀티역 엄마 외 역
- 2011년 《국화꽃향기》 - 멀티녀 역
- 2013년 《미운남자》 - 아내 역
- 2013년 《아리랑 랩소디》 - 갑수 모 역
- 2015년 《챠이카》 - 폴리나 역
- 2017년 《에덴미용실》 - 통닭 아줌마 역